# Woldstedtius gauldius
Woldstedtius gauldius – gatunek błonkówki z rodziny gąsienicznikowatych i podrodziny Diplazontinae.
Gatunek ten został opisany w 2013 roku przez Darrena Francisa Warda.
Samice mają ciało długości od 5,5 do 6 mm przy długości przedniego skrzydła od 4,5 do 5 mm. U samca długość ciała wynosi od 5 do 6 mm, a przedniego skrzydła 5 mm. Czułki u samicy mają 18 lub 19, a u samca 19 lub 20 członów. Głowę cechują czarne potylica i czoła oraz żółte: twarz, okolice oczu i narządy gębowe. Dolne części policzków są żółte u samicy, a czarne u samca. Szerokość głowy jest 1,2 raza większa od długości, a jej obrys prawie kwadratowy. Odległość między tylną krawędzią oka złożonego a bocznym przyoczkiem wynosi między 0,5 a 0,6 największej szerokości tego przyoczka. Mezosoma jest czarna z żółtymi elementami na mezopleurach i tarczy śródplecza. Przednie skrzydła charakteryzują się zamkniętymi, pięciokątnymi areolami. Odnóża są jasnobrązowe. Metasoma ma rudobrązowe, miejscami czarniawe tergity, a u samicy jest silnie spłaszczona bocznie. Pokładełko samicy wyróżnia się osłonką porośniętą licznymi, krótkimi, sterczącymi szczecinkami.
Owad endemiczny dla Nowej Zelandii, znany tylko z Wyspy Południowej.